# Rocky Ridge, Ohio
Rocky Ridge är en ort (village) i Ottawa County i Ohio. Vid 2010 års folkräkning hade Rocky Ridge 417 invånare.